# Pseudocrenilabrus philander
Pseudocrenilabrus philander es una especie de peces de la familia Cichlidae en el orden de los Perciformes.

## Subespecies
- Pseudocrenilabrus philander dispersus
- Pseudocrenilabrus philander luebberti (Hilgendorf, 1902
- Pseudocrenilabrus philander philander (Weber, 1897.

## Hábitat
Es una especie de clima tropical.